# پسی دلو
پسی دلو یک ستاره است که در صورت فلکی دلو قرار دارد.